# Han Zenki
Han Zenki (潘善琪?; Taiwan, 7 ottobre 1977) è un goista taiwanese, professionista presso la Nihon Ki-in giapponese.

## Biografia
Nato a Taiwan, si trasferì in Giappone per studiare sotto la tutela di Yusuke Oeda e per le maggiori prospettive che offriva la carriera goistica in Giappone rispetto alla madre patria.
Divenne professionista nel 1996, diventando 2 dan già lo stesso anno.
Nel 2003 è arrivato secondo nella NEC Shun-Ei. Nel 2021 ha vinto la Coppa SGW.